# Karl Reinhard von Ellrichshausen
Freiherr Karl Reinhard von Ellrichshausen (auch Carl) (* 5. Januar 1720 in Assumstadt; † 9. Juni 1779 in Prag) war kaiserlich-österreichischer General (Feldzeugmeister) unter Maria Theresia.

## Leben
Er wurde als Sohn des Freiherrn Friedrich von Ellrichshausen (1680–1723) und der Freiin Juliane Magdalene von Neipperg (1691–1780) geboren. Nach einer Gymnasialzeit in Stuttgart trat er schon mit 16 Jahren in das herzoglich württembergische Regiment ein. 1737 kämpfte er unter seinem Onkel Wilhelm Reinhard von Neipperg in Ungarn gegen die Türken. 1740 zog sein Regiment in den ersten Schlesischen Krieg. Dort war er erst Adjutant seines Onkels, dann Leutnant, nach seiner ersten Verwundung Stabscapitän. 1746 kämpfte er in Italien als Grenadier und wurde in Genua lebensgefährlich verwundet und bekam Heimaturlaub. Im Juni 1760 führte er unter General Laudon in der Schlacht bei Landeshut eine der Angriffskolonnen, welche die Preußen vom Buchberge herunter drängte. 1763 wurde er zum Feldzeugmeister erhoben.
Als Dank für seine Dienste erhielt Ellrichshausen den Grund für den Neubau von Schloss Assumstadt, den er ab 1769 in Angriff nahm und das in Teilen dem Schloss Schönbrunn nachempfunden ist. Nach seinem Ausscheiden aus dem Militärdienst 1779 bekam er das Kommandeurskreuz des Maria-Theresia-Ordens. Bis zu seinem Tode wohnte er kinder- und ehelos in Prag.